# 雲霧仁左衛門 (1979年のテレビドラマ)
『雲霧仁左衛門』（くもきりにざえもん）は、1979年7月3日から9月25日まで、関西テレビ（KTV）と松竹（大船撮影所）が制作し、フジテレビ系列の「火曜夜10時からの1時間枠」で放映された時代劇。主演は天知茂、原作は池波正太郎の同名小説。
2012年8月、東京MXTVで再放送された際は4:3のノーマルサイズだったが、同じ月にCS放送の時代劇専門チャンネルで再放送された際は、16:9 のワイドスクリーンに再調整した素材が用いられていた。
2013年2月22日、ビクターエンタテインメントより4枚組DVDボックスが発売される。

## キャスト

### 雲霧一党
雲霧仁左衛門
演 - 天知茂
本名、辻伊織、元・勢州藤堂藩士。日本全国に120名の配下と30の盗人宿を持つ大盗賊の頭。配下の者たちとの絆は想像以上に深く、彼のために命を投げ出すことをまったく惜しまない。「犯さず、殺さず、貧しき者からは奪わず」を掟にしており、掟を破った者や畜生働きをする者には容赦なく死の制裁を加える。有名になっただけでなく、大掛かりな組織になってしまったことに若干後悔しており、盗んだ金は配下のために充分な引き金として分配した後、お千代と京で暮らすことを考えている。第5話までは御家人ムシリ、第6話-第9話まで総髪、第9話ラスト以降は月代の武家髷と町人髷にそれぞれ変更している。趣味は煙管収集と釣り。
木鼠の吉五郎
演 - 財津一郎（第1話、第2話、第4話、第5話、第7話、第12話）
仁左衛門からは片腕として配下からは軍師として信頼されている小頭。18年前まで越後高田藩藩士だったが、浪人した後に盗賊世界に足を踏み入れた（第7話）。身軽で身体能力が高い。
七化けのお千代
演 - 大谷直子（第7話を除く）
妙齢の美女。町女房から公家の奥方、果ては尼僧まで演ずる引き込み役。約17年前に火事で焼け出されて、仁左衛門の財布を掏り取ろうとしたことが縁で拾われた。仁左衛門を慕っている。配下からは「姐さん」と呼ばれる。
因果小僧六之助
演 - 江藤潤（第1話 - 第5話、第7話 - 第12話）
雲霧配下の盗賊。幼少のころに仁左衛門に拾われる。お千代を慕っている。
州走りの熊五郎
演 - 谷隼人（第1話 - 第3話、第6話、第10話 - ）
雲霧配下の盗賊。繋ぎ役から大工仕事までこなし仁左衛門の信頼も厚い。
山猫の三次
演 - 左とん平（第4話、第5話）
引き込み役。鍵型を採らせるのは上手い。櫓の福右衛門に金と女で懐柔され雲霧を裏切る。何とか自分の失態を挽回しようとした六之助に匕首で刺殺された。
富の市
演 - 荒井注（第1話、第10話 - 第12話）
盲目の按摩師に扮した引き込み役。
白糸のおみつ
演 - 池上季実子（第1話 - 第4話、第6話、第9話）
引き込み役、繋ぎ役。お千代、六之助同様、幼少のころに仁左衛門に拾われた。大阪屋の手代・由太郎と結婚し、雲霧一党を離れる。
黒塚のお松
演 - ホーン・ユキ（第1話 - 第3話、第6話、第9話）
仁左衛門の食事からお千代の髪結いを担当する世話係。着流しの男装をしている。潜入や尾行以外にも引き込み役の経験がある。
寝牛の治平
演 - 近藤準（第1話 - 第8話）
盗人宿を営む。
玉虫のおもん
演 - 長尾深雪（第1話 - 第8話）
治平の娘。
傘屋の忠吉
演 - 立花正太郎（第5話、第7話、第8話、第12話）
表向きは傘屋を営んでいる盗賊、繋ぎ役。
煙管屋の利助
演 - 江幡高志（第6話、第8話 - ）
表向きは煙管屋を営んでいる盗賊、繋ぎ役。
辻蔵之助
演 - 根上淳（第11話から）
仁左衛門の実兄。元・藤堂藩江戸詰め勘定役。公金横領の濡れ衣を着せられ脱藩。更に妻子を目前で上意討ちにより殺され藤堂藩に恨みを抱く。

### 火付盗賊改方
安部式部
演 - 田村高廣（第1話、第2話、第4話、第6話、第8話、第11話 - ）
旗本。雲霧一党を全滅させるために着任した火付盗賊改方長官。先祖からの全財産を投げ打ち、配下の者たちとは地位や身分を超えた「一心同体」を信条とさせており、仁左衛門と同じく配下の者たちとの絆は深い。たとえ、義賊行為におよぶ者であっても盗賊を絶対悪と見なす、非常に強い正義感の持ち主。仁左衛門に「今までとは違う」と言わしめるほどの切れ者で、次第に仁左衛門の正体に近づいていく。高瀬の父とは親友だった。
山田藤兵衛
演 - 高松英郎（第1話、第2話、第5話、第7話、第10話、第12話）
式部から信頼されている火付盗賊改方筆頭与力。式部だけでなく同心から密偵にまで頼りにされている。
高瀬俵太郎
演 - 三浦洋一（第1話 - 第5話、第8話 - ）
最も活躍が目立つ火付盗賊改方同心。行動力があり、同心たちの切り込み隊長的存在。式部同様、非常に強い正義感と仕事熱心な真面目さのため、拷問による傷め吟味をする荒っぽい面がある。
木村与四郎
演 - 中村龍史（第1話、第2話、第4話 - ）
火付盗賊改方同心。
津山庄八
演 - 小田草之介（第1話、第2話、第4話 - ）
火付盗賊改方同心。
井口源助
演 - 加島潤（第1話、第2話、第4話 - 第6話）
火付盗賊改方同心。第6話で町人に成りすまして岡田と熊五郎を尾行するが、気づかれてしまい熊五郎に自分の脇差で刺殺された。
岡田甚之助
演 - 穂積隆信（第1話、第2話、第6話）
火付盗賊改方与力。山田とは反対に式部と折り合いが悪い。妾のお八重が金銭に困窮していることを知った雲霧に弱みを握られる。式部に裏切りを悟られたことを察知した仁左衛門に口封じのために斬殺される。
浅草の政蔵
演 - 草薙幸二郎（第1話、第2話、第4話 - ）
火付盗賊改方配下の岡っ引き。密偵たちからは「親方」と呼ばれている。
お京
演 - 宮下順子（第7話、第10話、第13話を除く）
密偵、元めんびき
安太郎
演 - 水島涼太（第1話、第2話、第8話）
留次郎
演 - 市村昌治（第1話、第2話）
元雲霧一党の密偵。5年前に仁左衛門から一人働きを許されて脱退した後、山田の密偵となった。第2話で盗人宿からお千代と六之助を発見し、尾行するも気づかれてしまい、裏切り行為に激高した六之助に匕首（あいくち）で刺殺された。
豊次郎
演 - 及川ヒロオ（第1話、第2話、第4話、第5話）
元暁の星右衛門配下の密偵。野菜を売りをしている。第5話で三次を尾行するも六之助に匕首で刺殺された。

### その他
おかね
演 - 弓恵子（第10話 - 第12話）
富の市の女房。元・夜兎の文蔵配下の引き込み役。
櫓の福右衛門
演 - 大前均（第5話、第11話）
暁の星右衛門の義弟。元相撲取りの大男。金のためなら畜生働きも厭わない残忍な性格。第11話で仁左衛門に数珠で首を絞められて死亡。
越後屋善右衛門
演 - 伊沢一郎 （第10話 - 第12話）
表向きは本願寺御用達の菓子舗、闇で高利貸しを営む豪商。雲霧の最後の仕事として狙われる。
由之助
演 - 森下哲夫（第10話 - 第12話）
善右衛門の跡取り息子
松屋善兵衛
演 - 金田龍之介（第2話 - 第5話）
名古屋の呉服問屋「松屋」の主人。200人の奉公人を抱え、金蔵には3万両はあろうかという豪商。引き込み役とも知らず公家の奥方に扮したお千代に心を奪われる。お千代を人質にした仁左衛門らの強行手段よって5000両をお千代共々攫われてしまう。金を奪われたことよりもお千代を攫われたことへのショックが大きく、山田に真実を聞かされても放心していた。
お延
演 - ひろみどり（第2話、第6話、第7話、第10話）
政蔵の女房。
お八重
演 - 戸部夕子（第2話、第6話）
岡田の妾。

## スタッフ
- 原作：池波正太郎「雲霧仁左衛門」
- 監督：渡邊祐介、長谷和夫、岡林可典、村野鐵太郎、杉村六郎
- 脚本：宮川一郎
- 音楽：田中正史
- ナレーター：横内正
- プロデューサー：内海佑治（KTV）、上村力（松竹）
- 制作協力：東京フィルム
- 制作：KTV、松竹株式会社

## 放映リスト
| #  | サブタイトル                  | 放送日        | ゲスト                                 |
| -- | ----------------------------- | ------------- | -------------------------------------- |
| 1  | 初夜に賭ける凄い奴ら          | 1979年7月03日 | 堀田真三、野口元夫、北九州男           |
| 2  | 牢に火を放て!                 | 7月10日       | 武田洋和                               |
| 3  | あゝ無情!運命峠               | 7月17日       | 伊藤敏孝、南祐輔、小沢象、安井昌二     |
| 4  | 七化けお千代色くづし          | 7月24日       | 鮎川いずみ                             |
| 5  | 松屋襲撃                      | 7月31日       | 小森英明、岡麻美、北町嘉朗             |
| 6  | 裏切り者は消せ!               | 8月07日       |                                        |
| 7  | 掟破り!                       | 8月14日       | 今井健二、早川雄三、石原初音、鈴木正幸 |
| 8  | 闇の中の決闘                  | 8月21日       | 宮口二郎                               |
| 9  | 女盗賊の恋                    | 8月28日       | 松山照夫、黒部進、南条弘二、今福正雄   |
| 10 | 卍どもえ!色と盗みのテクニック | 9月04日       | 福山象三、上田忠好、上田耕一           |
| 11 | 恩は仇で返せるか?             | 9月11日       |                                        |
| 12 | 惨殺!雲霧一党                 | 9月18日       |                                        |
| 13 | 大波乱!処刑の日               | 9月25日       | 梅津栄、大木正司                       |